# Florian Hartherz
 Florian Hartherz (Offenbach am Main, 29 mei 1993) is een Duits profvoetballer die als verdediger speelt.
Hartherz debuteerde in 2011 bij VfL Wolfsburg maar brak niet door. Hij speelde twee seizoenen bij Werder Bremen waar hij merendeels in het tweede team speelde. In 2013 kwam hij bij SC Paderborn 07 waarmee hij in 2014 naar de Bundesliga promoveerde en daaruit een jaar later direct weer degradeerde. In 2016 ging hij voor Arminia Bielefeld spelen.